# Papaipema araliae
Papaipema araliae är en fjärilsart som beskrevs av Bird. och Jones 1921. Papaipema araliae ingår i släktet Papaipema och familjen nattflyn. Inga underarter finns listade i Catalogue of Life.